# ゴードン・ムーア (イギリス海軍軍人)
サー・アーチボルド・ゴードン・ヘンリー・ウィルソン・ムーア（英: Sir Archibald Gordon Henry Wilson Moore,KCB CVO、1862年2月2日 - 1934年4月2日）は、イギリスの海軍軍人。海軍大将。

## 生涯
1875年に海軍に入隊し、1884年に中尉となる。砲塔装甲艦モナーク乗組士官としてエジプト出兵に従軍した。1896年には中佐となっている。1901年、大佐に昇進した。1907年から翌年にかけて第一海軍卿補佐官に任じられた。1911年に少将に進級、翌年には第三海軍卿となり1914年まで務めた。
第一次世界大戦が勃発すると第2巡洋戦艦戦隊の司令官に就任した。ムーアは巡洋戦艦インドミタブルに坐乗し、巡洋戦艦部隊（サー・デイヴィッド・ビーティー司令長官・直率）の次席指揮官となった。司令官在任中、ムーアはドッガーバンク海戦に臨むこととなる。
1914年冬、ドイツ大洋艦隊は北海沿岸のイギリス都市への砲撃に成功した（スカーバラ・ハートルプール・ウィトビー襲撃）。これに気をよくしたドイツ帝国海軍は1915年1月、フランツ・フォン・ヒッパー少将に再び襲撃部隊を率いさせた。対する英海軍も海軍本部内「Room 40」の暗号傍受によって早々にこの動きを察知し、ビーティー巡洋戦艦部隊を出撃させたことで両者は会敵した。
海戦では信号の伝達ミスからビーティーの旗艦ライオンに攻撃が集中し、機関部に損傷を受けたライオンは落伍した。こののちビーティーはムーアにヒッパー部隊の追撃を求める信号を出したが、ムーアはこの信号を敵の殿艦ブリュッヒャー攻撃を求めるものと誤認した。このため結果的に戦果はブリュッヒャー1隻にとどまり、残るヒッパー部隊は逃げおおせた。この海戦後ムーアは、大損害を受けたドイツ巡洋戦艦ザイドリッツやデアフリンガーを無傷のモルトケとともに取り逃がしたことを激しく非難され、「ひそかにグランドフリートから外され、敵水上部隊が出現する可能性の低いカナリア諸島の指揮官（第9巡洋戦隊）に左遷」された。
1916年に中将に進んだ。1919年、大将に昇り、同年に海軍を退役した。1934年に死去した。

## 栄典
- バス勲章ナイト・コマンダー（KCB) - 1914年8月22日[14]（CB：1912年9月21日[15]）
- ロイヤル・ヴィクトリア勲章コマンダー (CVO) - 1909年7月31日[16]（MVO：1907年[17]）